# 보충가설
| *   | 독립적인 원 문서. 기원전 6세기경에 쓰여졌으며 신명기의 대부분을 포함한다. D 문서. |
| **  | 기원전 540년경에 D 문서에 대한 응답으로 재구성한 것이다.                          |
| *** | 기원전 400년경에 쓰여진 것으로, J 문서를 크게 교정한 것이다.                      |

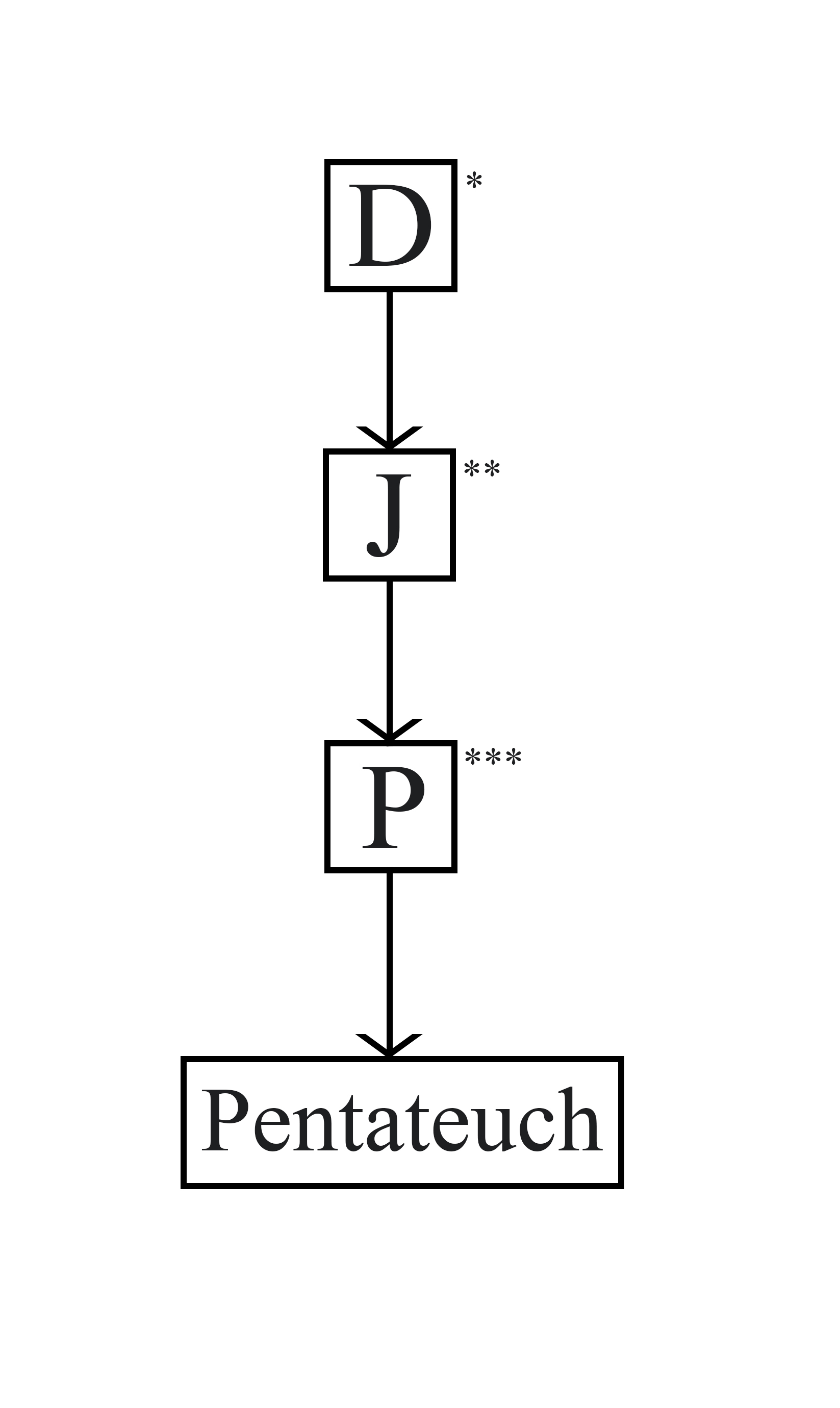

보충가설(supplementary hypothesis)은 모세오경이 기존에 존재하던 문서들이 일련의 직접적 가감을 거쳐 현재의 모습이 되었다는 성서학 이론이다. 독립적인 완전한 이야기들이 후에 조합되어 모세오경을 이루었다고 주장하는 초기의 문서가설이 수정된 이론이다.
보충가설은 문서가설의 오류를 보완하고자 제안되어 19세기에서 20세기를 거쳐 발전되었으며, 1970년에 존 반 세터즈(John van Seters), 롤프 렌토르프(Rolf Rendtorff), 한스 하인리히 슈미트(Hans Heinrich Schmid)의 저작들이 출판되면서 주류 학설로 부상하였다. 쿠글러(Kugler)와 하틴(Hartin)은 책 《An Introduction to the Bible》에서 "존 반 세터즈의 저작은 보충가설의 부활을 가장 잘 반영하고 있다"고 적었다.
반 세터즈의 보충가설 요약은 "모세오경의 세가지 원천 또는 문학적 층위"를 인정하고 있는데, 여기서 말하는 세가지 원천은 여호와 문서(J), 제사장 문서(P), 신명기 문서(D)를 의미한다. 세터즈는 이 세가지 문서를 시대순으로 DJP로 나열하였다.
- 신명기 문서(D)는 대략 기원전 700에 쓰여진 것으로 보인다.
- 여호와 문서(J)는 바빌론 유수기인 대략 기원전 600에 쓰여진 것으로 보인다.
- 제사장 문서(P)는 유수 후기인 대략 기원전 400에 쓰여진 것으로 보인다..

보충가설이 유일한 문서가설의 보완 가설은 아니지만, 많은 학자들에 의해 지지되고 현재 가장 중요한 위치를 유지하고 있는 몇 안되는 가설 중 하나이다.

## 역사적 상황
문서가설 지지자들이 모세오경의 연대를 기원전 10세기에서 7세기 사이로 비정하였다면, 보충가설 지지자들은 좀 더 이후인 7세기에서 5세기 사이로 비정하고 있다. 이렇게 연대를 늦춘 가장 주요한 이유는 초기 이스라엘 민족의 역사적 상황에 대한 이해가 깊어짐에 따른 것이다. 이스라엘 민족이 기원전 13세기에 가나안에 들어가 활동하기 시작했다는 것이 성경에만 의존한 추정이었는데, 고고학자들은 이 시기에 이스라엘 민족이 가나안에서 활동했다는 뚜렷한 증거가 없다고 말한다.
실제로 고고학자들은 예루살렘을 비롯하여 성경에 이름이 등장하는 모든 장소들에서 발굴작업을 했는데, 훨씬 후인 7세기부터 이스라엘 민족의 흔적들이 발견되고 있다고 한다. 고고학적 증거들이 보여주는 바와 같이 7세기까지 "이스라엘" 민족의 뚜렷한 활동양상이 없다면, 모세오경의 수립은 기원전 7세기 이후로 비정되어야 한다는 것이 학자들의 주장이다.
고고학적 발견들은 현대 문서가설 지지자들의 주장보다 보충가설 지지자들의 주장에 힘을 실어주고 있는 것이다.

## 문서가설과의 차이점들
문서가설을 지지하는 대표적 인물인 율리우스 벨하우젠은 모세오경이 네 개의 독립적이고 온전한 이야기들이 편집자에 의해 융합된 것이라고 주장했다. 반면 문서가설은 반 세터즈가 정리한 바와  같이, 크게 다음의 세가지 측면에서 차이가 있다.

### 엘로힘 문서(E)의 존재여부
보충가설은 문서가설에서 독립적이고 온전한 네 문서중 하나로 주장하는 온전한 엘로힘 문서(E)의 존재를 거부한다. 대신 구전이나 파피루스의 형태로 전해져오던 기록들의 내용이 여호와 문서로 들어갔을 것이라고 주장한다. J 문서가 다수의 초기 전승들을 수집한 결과물이지, 문서가설 지지자들의 말처럼 엘로힘 문서와 여호와 문서의 여러명의 저자들이 직접 기록한 두개의 독립적 문서가 존재하던 것은 아니라는 것이다. 대신 보충가설은 J 문서와 E 문서가 기원전 6세기에 형성된 하나의 단일 문서(J 또는 JE문서라 한다)라고 주장한다.

### 문서들의 연대순
보충가설은 신명기 문서(D)가 모든 문서의 원천이며 7세기 말엽에 쓰여진 가장 오래된 문서라고 주장하며, 여호와 문서(J)는 유수기인 기원전 540년 경에, 제사장 문서(P)는 유수 후기인 기원전 400년 경에 쓰여졌다고 본다.
마르틴 노트와 같은 초기 모세오경 학자들은 신명기가 기원전 6세기의 한 저자가 바빌론 유수 이전의 사건들을 신학적으로 설명하기 위해 작성한 것이라고 주장했다. 1968년에 프랭크 무어 크로스는 신명기가 실제로는 요시아의 개혁을 지지하기 위해 기원전 7세기경에 쓰여진 원 신명기 문서(Dtr1)를 노트의 주장처럼 기원전 6세기의 한 저자가 개정하며 바빌론 유수가 죄에 대한 심판이라는 주제를 포함시켰다고 주장한다. 이 이중편집(dual-redactor) 이론은 오늘날 가장 널리 받아들여지는 이론이다. 반 세터즈 역시 이 이론에 동조하는데, "신명기는 . . . 오래된 중심핵을 후대에 확장시킨 것으로 이루어져 있다"고 주장했다.
문서가설은 여호와 문서(J)가 기원전 10세기에 쓰여졌다고 주장하는데 반해, 보충가설은 유수기인 기원전 6세기에 쓰여졌다고 말한다. 이는 대부분 1970년대에 수행된 연구들에 기반한다. 한스 하인리히 슈미트는 1976년 그의 논문에서 여호와 문서(J)가 기원전 8-7세기 경의 종교적 저작물들에 감동되어 쓰여진 문서임을 논증하였다. 반 세터즈는 여호와 문서(J)가 "일부는 문학적 형태로, 나머지는 민간 설화의 형태로 전해져오던 파편들"을 사용해 민수기 문서(D)위에 신학적 창조 이야기를 확장시킨 것이라고 주장하였다. 또한 그는 유수 후기 이전에 신명기 문서(D)와 여호와 문서(J)로부터 하나의 신학적 저작(DJ)가 형성되었다고 주장한다.
반 세터즈는 제사장 문서(P)가 여호와 문서(J)로부터 독립적으로 존재했던 문서가 아닌, 여호와 문서에 종속적인 문서였음을 논증하였다. 따라서 만일 J 문서가 유수기의 문서라면 P 문서는 기원전 5세기경, 즉 유수 이후인 제2성전기에 쓰여진 것이어야만 한다.
정리하자면, 보충가설은 신명기 문서를 가장 먼저로(DJP), 문서가설은 좀 더 이후의 순서로(JEDP) 배치하는 것이 두 이론의 연대순 차이이다.

### 여호와 문서와 제사장 문서의 독립성
문서가설은 네 개의 독립적이고 온전한 문서들을 주장하는 반면, 반 세터즈는 보충가설에는 "후대에 형성된 문서인 J와 P 사이에 독립성이 있다고 보지 않는 대신 초기의 저작에 직접적인 첨가가 이루어진 형태로 간주한다"고 말한다. 보충가설은 신명기 문서만이 독립적으로 형성된 문서이고, 여호와 문서는 신명기문서에 "고해성사식 교정"을 통해 바빌론 유수가 오게 된 신학적 배경을 설명하는 문서라고 주장한다. 더 나아가 보충가설은 제사장 문서(P) 역시 종속적인 문서라고 주장하는데, 반 세터즈는 P 문서가 "더 큰 여호와 문서(J)의 맥락이 없이는 의미가 없다"며 제사장 문서의 저자들이 J 문서의 교정자 역할을 했을 것이라고 주장한다.
결론적으로 보충가설은 교정자의 존재 없이도 모세오경의 통일성을 설명할 수 있게 된다. 반 세터즈는 "처음 하나 이후로 독립적인 문서들이 존재하지 않으므로, 교정자를 필요가 사라진다. 현재의 문서가설 지지자들이 주장하는 다수의 교정자에 의한 정교한 시스템은 불필요하다"고 주장한다.

## 같이 보기
- 문서가설